# NGC 5935
NGC 5935 ist eine 14,8 mag helle Galaxie vom Hubble-Typ S? im Sternbild Bärenhüter und etwa 246 Millionen Lichtjahre von der Milchstraße entfernt. Sie bildet zusammen mit NGC 5934 eine gravitationell gebundene Doppelgalaxie.
Sie wurde zusammen mit dieser am 12. Juni 1880 von Édouard Stephan entdeckt.